# Championnat de Porto Rico de football 2016
Navigation
Saison précédente Saison suivante
La saison 2016 du Championnat de Porto Rico de football est la douzième édition de la première division à Porto Rico. Les quatorze formations engagées sont réunies au sein d'une poule unique où elles s'affrontent à deux reprises. Les quatre premiers du classement disputent ensuite la phase finale pour déterminer le vainqueur du championnat.
C'est le club de Metropolitanos FC qui remporte la compétition cette saison après avoir battu Bayamón FC lors de la finale. C’est le tout premier titre de champion de Porto Rico de l'histoire du club.

## Les clubs participants
- Yabuco FC
- Bayamón FC
- Metropolitanos FA
- Academica Quintana
- Atlético Fajardo
- CD Barbosa
- Don Bosco FC
- Leal Arecibo FC
- Mayagüez FC
- Ballista FC
- Fénix FC
- SPDP Spartans FC
- Yabuco Isabela FC
- Caguas Sporting FC

## Compétition
Le barème de points servant à établir le classement se décompose ainsi :
- Victoire : 3 points
- Match nul : 1 point
- Défaite : 0 point

### Classement
| Rang | Équipe                    | Pts | J  | G  | N | P  | Bp | Bc | Diff |
| ---- | ------------------------- | --- | -- | -- | - | -- | -- | -- | ---- |
| 1    | Metropolitanos FA         | 55  | 23 | 15 | 2 | 4  | 58 | 20 | +38  |
| 2    | Academia Quintana         | 54  | 23 | 17 | 3 | 3  | 80 | 30 | +50  |
| 3    | Bayamón FC                | 50  | 23 | 16 | 2 | 5  | 71 | 27 | +44  |
| 4    | Atlético Fajardo          | 44  | 23 | 13 | 5 | 5  | 61 | 42 | +19  |
| 5    | Leal Arecibo FC           | 35  | 23 | 6  | 1 | 6  | 34 | 25 | +9   |
| 6    | Yabuco FC                 | 33  | 23 | 9  | 6 | 8  | 45 | 42 | +3   |
| 7    | CD Barbosa                | 32  | 23 | 9  | 5 | 9  | 36 | 33 | +3   |
| 8    | Don Bosco FC              | 29  | 23 | 8  | 5 | 10 | 57 | 62 | -5   |
| 9    | Mayagüez FC               | 25  | 23 | 8  | 1 | 14 | 42 | 79 | -37  |
| 10   | Ballista FC               | 24  | 23 | 7  | 3 | 13 | 36 | 59 | -23  |
| 11   | Caguas Sporting FC        | 12  | 23 | 3  | 3 | 17 | 26 | 59 | -33  |
| -    | SPDP Spartans abandon     | 20  | 13 | 6  | 2 | 5  | 28 | 15 | +13  |
| -    | Yabuco Isabela FC abandon | 4   | 13 | 1  | 1 | 11 | 16 | 57 | -41  |
| -    | Fénix FC abandon          | 1   | 13 | 0  | 1 | 12 | 4  | 58 | -54  |

|  | Qualification directe pour la finale du championnat |
|  | Qualification pour la phase finale                  |

- SPDP Spartans, Yabuco Isabela FC et Fénix FC n'ont pas participé à la phase retour du championnat.

### Phase finale

#### Premier tour
Les six équipes engagées dans ce tour se rencontrent, avec l'avantage de jouer à domicile pour l'équipe la mieux classée des deux. La formation qui obtient la plus large victoire est exemptée lors du tour suivant.
| Équipe 1         | Résultat        | Équipe 2        |
| ---------------- | --------------- | --------------- |
| Bayamón FC       | 5 - 1           | Yacubo FC       |
| Atlético Fajardo | 2 - 1           | Leal Arecibo FC |
| Atlético Quitana | 2 - 2 (tab 2-3) | CD Barbosa      |

#### Deuxième tour
| Équipe 1         | Résultat | Équipe 2   |
| ---------------- | -------- | ---------- |
| Bayamón FC       | -        | exempt     |
| Atlético Fajardo | 1 - 2    | CD Barbosa |

#### Demi-finale
| Équipe 1   | Résultat | Équipe 2   |
| ---------- | -------- | ---------- |
| Bayamón FC | 3 - 0    | CD Barbosa |

#### Finale
| 4 décembre 2016 | Metropolitanos FA                   | 2 - 2 | Bayamón FC                           | Estadio Juan Ramón Loubriel |  |
|                 | Karlos Ferrer 71e · Lucas Media 90e |       | 52e Josep Becerra · 84e Charles Ríos |                             |  |
|                 | Tirs au but 3-1                     |       |                                      |                             |  |

## Bilan de la saison
| Championnat de Porto Rico de football 2016 |                               |
| Champion                                   | Metropolitanos FC (1er titre) |
| Qualifications continentales               |                               |
| CFU Club Championship 2017                 | Aucun                         |
| Promotions et relégations                  |                               |
| Promus en Puerto Rico Soccer League        | Aucun                         |
| Relégués                                   | Aucun                         |